# Вулиця Братів Зерових
Ву́лиця Браті́в Зеро́вих — вулиця в Солом'янському районі міста Києва, місцевість Олександрівська слобідка. Пролягає від провулку Максима Кривоноса до проспекту Валерія Лобановського.
Прилучається Преображенська вулиця.

## Історія
Вулиця виникла на початку XX століття (не пізніше 1912 року) під назвою Садова, з 1955 року набула назву Червонопартизанська.
Сучасна назва на честь братів Зерових: поета і літературознавця Миколи Зерова, поета і перекладача Михайла Зерова (псевдонім Михайло Орест) та ботаніка Дмитра Зерова — з 2016 року.

## Цікаві факти
По краю проїжджої частини росте дуб, відомий під назвою Партизанського дуба. Вік цього дуба становить понад 300 років (дуб видно на фото в центрі). Подібних випадків немає в місті.